# Dalshult och Fridhem
Dalshult och Fridhem var en av SCB avgränsad och namnsatt småort i nordvästra delen av Åtvidabergs kommun i Östergötlands län. Småorten omfattade bebyggelse utmed riksväg 35 direkt norr om tätorten Grebo i Grebo socken. Bostadsområdet benämns även Haraldshus. SCB avgränsade den 2010 och småorten hade då 72 invånare på ett område av 7 hektar. Från 2015 räknas bebyggelsen som en del av tätorten Grebo.